# Alexandra Witteborn
Née le 20 octobre 1977, Alexandra Witteborn est une karatéka allemande connue pour avoir remporté la médaille d'or en kumite individuel féminin moins de 60 kilos aux championnats du monde de karaté 2000 et aux championnats d'Europe de karaté 2003.

## Résultats
| Résultat | Date          | Épreuve                   | Catégorie | Compétition                                  | Ville hôte                |
| -------- | ------------- | ------------------------- | --------- | -------------------------------------------- | ------------------------- |
| [ 1 ]    | 1997          | Kumite individuel - 60 kg | Juniors   | Championnats d'Europe juniors et cadets 1997 | Sofia, en Bulgarie        |
| [ 1 ]    | 1998          | Kumite individuel - 60 kg | Juniors   | Championnats d'Europe juniors et cadets 1998 | Le Pirée, en Grèce        |
| [ 2 ]    | Octobre 1998  | Kumite individuel - 60 kg | Seniors   | Championnats du monde 1998                   | Rio de Janeiro, au Brésil |
| [ 3 ]    | Mai 2000      | Kumite individuel - 60 kg | Seniors   | Championnats d'Europe 2000                   | İstanbul, en Turquie      |
| [ 4 ]    | Octobre 2000  | Kumite individuel - 60 kg | Seniors   | Championnats du monde 2000                   | Munich, en Allemagne      |
| [ 5 ]    | Novembre 2002 | Kumite individuel - 60 kg | Seniors   | Championnats du monde 2002                   | Madrid, en Espagne        |
| [ 6 ]    | Mai 2003      | Kumite individuel - 60 kg | Seniors   | Championnats d'Europe 2003                   | Brême, en Allemagne       |